# كورجوناوات
الكورجوناوات (الاسم العلمي: Coregoninae) هي أسرة من الأسماك تتبع فصيلة سمك السلمون.

## أجناس الكورجوناوات
- الكورجون